# Fortuna, Helsingborgs kommun
Fortuna är en tidigare småort vid Öresund på gränsen mellan Helsingborgs kommun och Landskrona kommun. År 1990 definierade SCB Fortuna som småort. Därefter växte den samman med tätorten Rydebäck.

## Bild

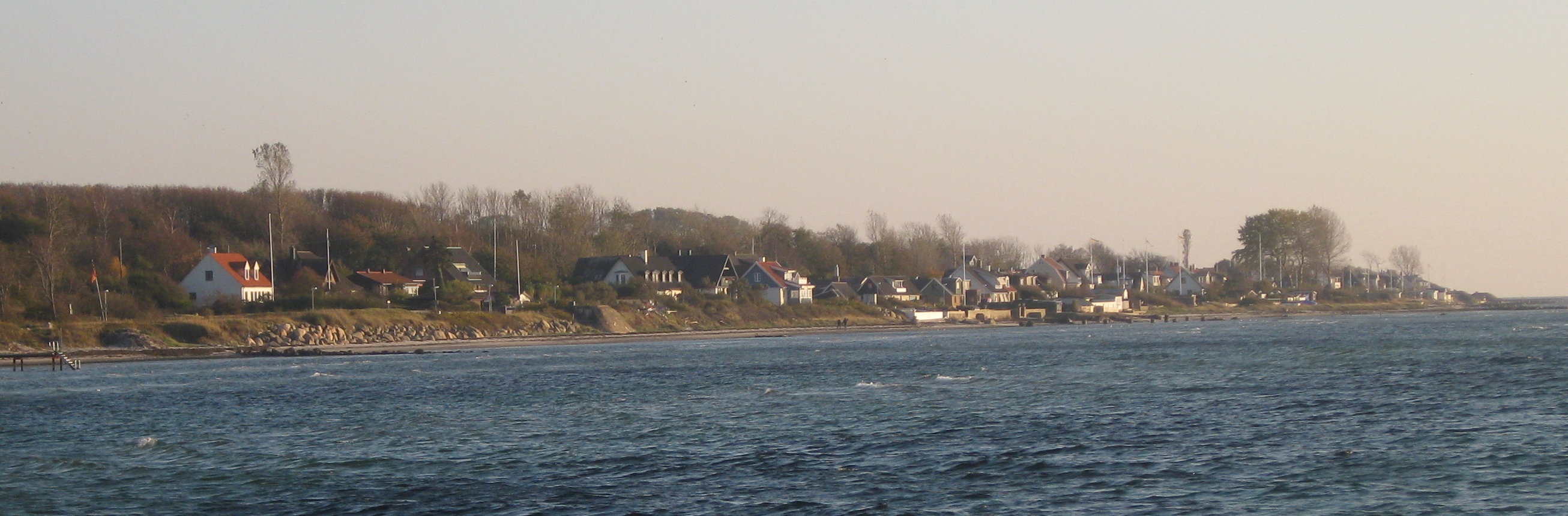
Fortuna längs Öresunds strand